# Безугла Людмила Яківна
Людмила Яківна Безугла — український політик. Народилася 1 січня 1946 (с.Середнє, Полярний район, Мурманська область, Росія).

## Освіта
Вища. Магнітогорський державний університет. Спеціальність: вчитель математики

## Політична діяльність
З 1998 по 2002 — народний депутат України 3-го скликання, обрана по багатомандатному загальнодержавному округу, за списками ПСПУ, порядковий номер у списку № 16 . На час виборів — заступник директора Центру з усиновлення дітей при Міністерстві освіти України.
Член Прогресивної соціалістичної партії України
Член комітету з питань прав людини, національних меншин і міжнаціональних відносин. Посада в комітеті : Член Комітету.
Фракція : Не входить до складу фракцій